# 靖遠県
靖遠県（せいえん-けん）は中国甘粛省白銀市に位置する県。県人民政府は烏蘭鎮。

## 行政区画
13鎮、5郷を管轄：
- 鎮：北湾鎮、東湾鎮、烏蘭鎮、劉川鎮、北灘鎮、五合鎮、大芦鎮、糜灘鎮、高湾鎮、平堡鎮、東昇鎮、双竜鎮、三灘鎮
- 郷：興隆郷、石門郷、靖安郷、永新郷、若笠郷

## 交通

### 鉄道
- 中国国家鉄路集団
  - 銀蘭旅客専用線
    - 靖遠北駅
    - 北灘駅

  - 紅会線（中国語版）
    - 靖遠駅

### 道路
- 高速道路
  -  京蔵高速道路
- 国道
  - G109国道
  - G247国道（中国語版）
  - G341国道（中国語版）